# Autostrada A1
La Autostrada del Sole (A1 en la numeración de las autopistas italianas) es la más larga de las autopistas italianas actualmente en funcionamiento.
Es el principal eje vertebrador de la red de autopistas italianas, une Milán y Nápoles pasando por Bolonia, Florencia y Roma a través de 754 km de recorrido. Fue inaugurada en 1964, bajo la presidencia de la República de Antonio Segni.

## Tramo Milán-Bolonia

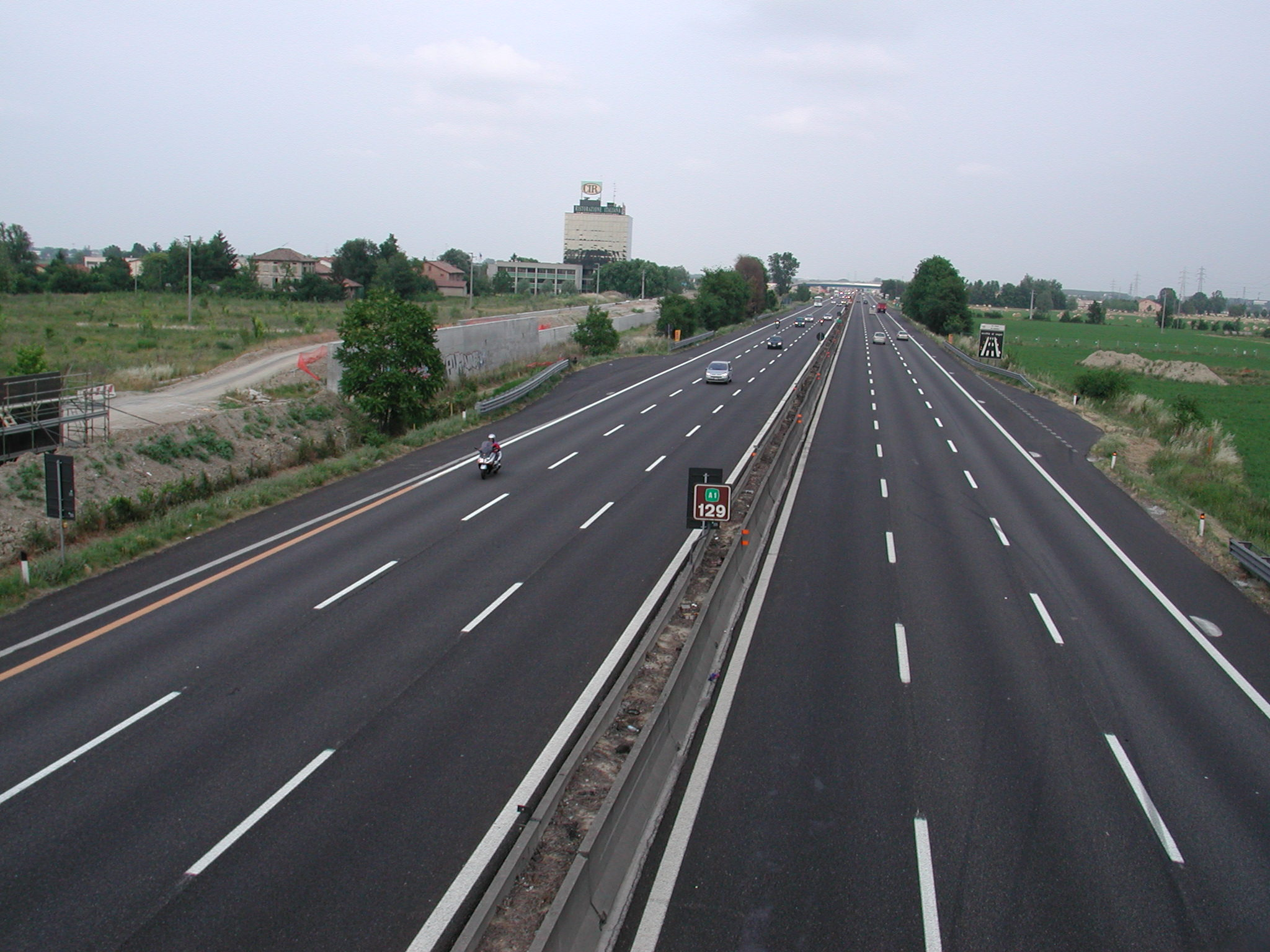
La A1 en las inmediaciones de Reggio Emilia (Tramo Milán-Bolonia).

El origen de la autopista se encuentra en la zona sureste de Milán, justo en la intersección de dos carreteras de circunvalación en las inmediaciones de San Donato Milanese. Atraviesa la llanura padana discurriendo paralela a la Vía Emilia. Dispone de tres carriles por cada sentido, además del de emergencia. Pasa por las ciudades de Lodi, Piacenza, Parma, Reggio Emilia y Módena. Al norte de Módena se encuentra con la A22 Autobrennero. En Bolonia tiene origen la ramificación por la carretera de circunvalación y por la Autostrada A14 Adriática. Por ello, el trayecto Módena-Bolonia es el más congestionado de Italia y está en curso la construcción de un cuarto carril.

## Tramo Bolonia-Florencia
También llamado tramo apenínico, atraviesa los Apeninos tosco-emilianos con un recorrido abundante en túneles y viaductos. Actualmente está en construcción la Variante di Valico, que permitirá atravesar la dorsal apenínica a una cota más baja que la actual.

## Tramo Florencia-Roma

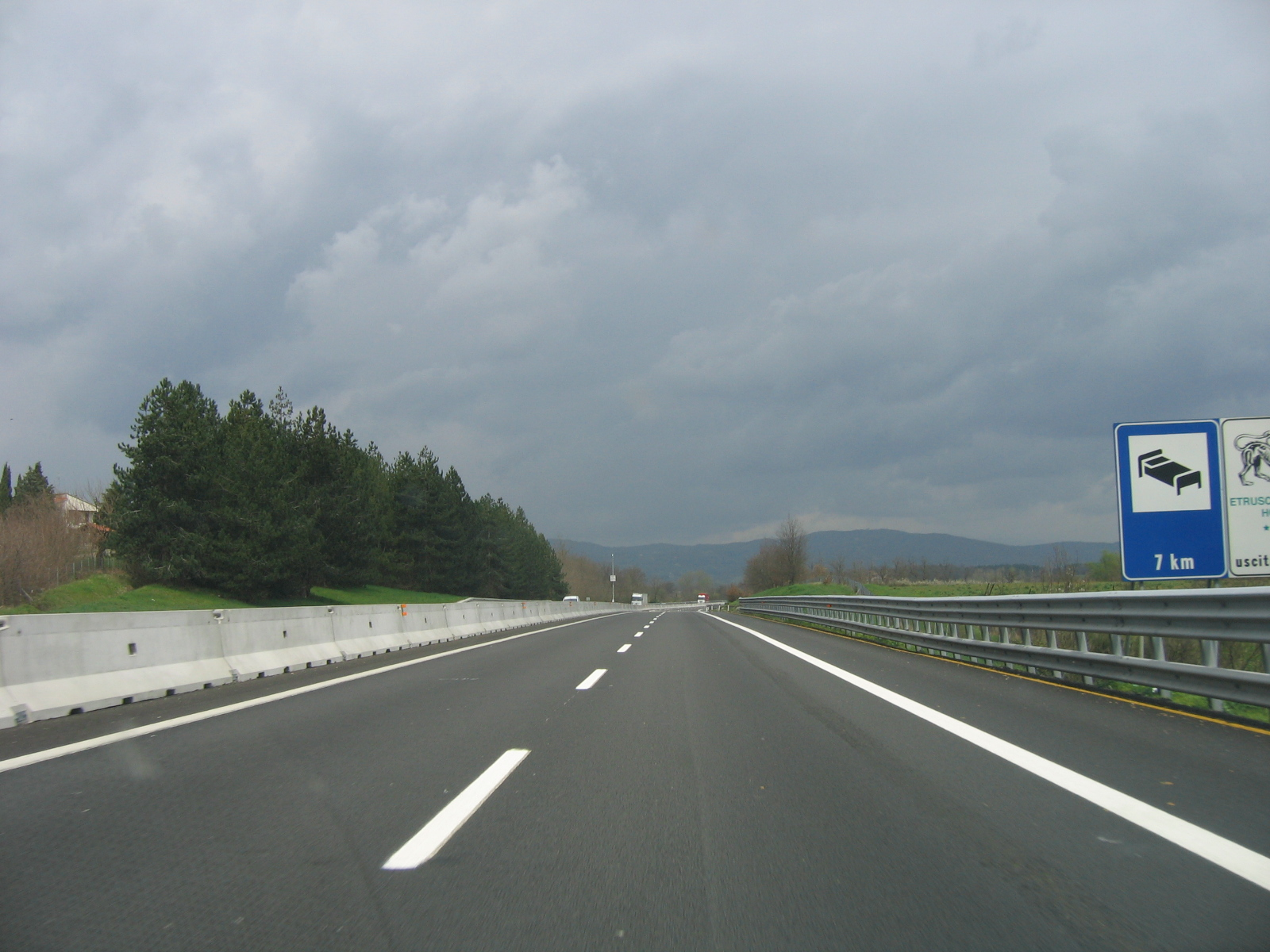
La A1 en las proximidades de Arezzo

Es el único tramo que aún dispone solamente de dos carriles por sentido de la marcha, aunque ya han empezado los trabajos para la construcción de un tercero. Después de circunvalar Florencia, la autopista dobla el Valdarno (valle del río Arno), pasa por Arezzo y atraviesa el Val di Chiana. Luego discurre marginalmente por Umbría, sirviendo a la ciudad de Orvieto. Entra en el Lacio por Orte, atraviesa el Tíber varias veces y se bifurca cerca de la población de Fiano Romano. Una ramificación lleva al Grande Raccordo Annulare(GRA, circunvalación de Roma) de Roma, la otra permite evitar completamente la capital para unirse al tramo Roma-Nápoles en San Cesareo.

## Tramo Roma-Nápoles
En San Cesareo la autopista recibe la ramificación procedente de Roma, y atraviesa toda la Valle Latina, pasando cerca de las ciudades de Frosinone y Cassino. Por fin, entra en Campania pasando por Capua y Caserta, y termina al norte de Nápoles, en las inmediaciones de Casoria. Se denominó originalmente Autostrada A2.

## Historia
La autostrada del Sole fue muy buscada por el gobierno de los años 1950 para que sirviese de realce y plataforma de lanzamiento de la economía nacional. La colocación de la primera piedra data del 27 de mayo de 1956. La inauguración del primer ramal, de Milán a Parma, se remonta al 7 de diciembre de 1958. La autopista fue completada en 1964 con la inauguración del tramo Florencia-Roma.